# Lac-des-Plages
Lac-des-Plages es un municipio canadiense situado en la provincia de Quebec.

## Superficie
Lac-des-Plages tiene una superficie de 150,95 km².

## Demografía
En 2021, tenía 548 habitantes, una densidad poblacional de 3,6 hab./km², y 696 viviendas.